# Солодышев, Артём Иванович
Солодышев Артём Иванович (в наградном листе на звание Героя Советского Союза, а также в ряде источников фигурирует как Саладышев; 5 октября 1910, Лазаревичи, Быховский уезд, Могилёвская губерния, Российская империя — 27 января 1960, Быхов, Могилёвская область, БССР, СССР) — советский военнослужащий, участник Великой Отечественной войны, Герой Советского Союза (24 марта 1945 года). Командир стрелкового отделения 1260-го стрелкового полка 380-й Орловской Краснознамённой ордена Суворова стрелковой дивизии 50-й армии 2-го Белорусского фронта.

## Биография
Участвовал в освобождении Западной Белоруссии в 1939 году, в советско-финской войне 1939—1940 годах Во время Отечественной войны был партизаном, командиром взвода 810-го партизанского полка, действовавшего в Могилёвской области. Участвовал в разгроме фашистского гарнизона в деревне Новый Быхов, посёлке Первомайский и других. После соединения полка с частями Красной Армии с 24 февраля 1944 года был на фронте. Командир стрелкового отделения сержант А. И. Солодышев особо отличился при освобождении Могилёвской области.
Участвовал также в освобождении Польши, штурме Берлина.

## Подвиг
27 июня 1944 года под сильным артиллерийско-миномётным огнём переправился через Днепр у Могилёва. В бою за деревню Стайки гранатами уничтожил вражеский дзот, сдерживавший наступление советской пехоты. Раненый, продолжал бой, огнём из автомата лично уничтожил 27 гитлеровцев. Отделение под его командованием отразило все контратаки противника.

## После войны
После войны жил в городе Быхов; работал инспектором Государственной инспекции по охране рыбных запасов и регулированию рыболовства Белорусской ССР (Госрыбнадзор).

## Память
- Именем А. И. Солодышева названы улица и переулок в городе Быхов, улица в деревне Лазаревичи, а также пионерская дружина средней школы №3 города Быхова[6].